# Eleusa Coronel
Eleusa Margarida Silva Cerqueira Martins, (Salvador, 22 de fevereiro de 1962), conhecida como Eleusa Coronel, é uma administradora de empresas e graduada em Letras filiada ao Partido Social Democrático (PSD).

## Vida pessoal
É casada com o atual Senador da República pela Bahia Angelo Coronel desde 2 de maio de 1981, com quem tem dois filhos: Angelo Filho e Diego Coronel. Tem três netos: Angelo III, Benício e Diego.
Oriunda de uma família política, Eleusa sempre respirou política em sua casa. A partir de 1986, começou a se engajar diretamente na militância partidária, participando diretamente da campanha vitoriosa do então candidato a Governador da Bahia, Waldir Pires.
Dois anos depois, em 1988, entrou de vez na política, quando organizou e trabalhou na campanha de Angelo Coronel, seu marido, para Prefeito de Coração de Maria.
Entre 1989 e 1992, como primeira-dama do município de Coração de Maria, em articulação com as Voluntárias Sociais da Bahia – primeiro com Iolanda Pires e, depois, com Solange Coelho – iniciou os seus projetos de ação social junto às famílias carentes da comunidade Mariense.
Colaborou com todas as campanhas de vacinação no município - com grande extensão territorial - e com o programa de medicação em casa. Além de apoio espiritual e psicológico, o voluntariado de Coração de Maria ainda angariava, para doações, enxovais para bebês, cobertores, roupas, colchões, filtros e alimentos.

### Assembleia de Carinho
Em fevereiro de 2017, a vida de Eleusa entra em um novo patamar, com a eleição de Ângelo Coronel para a presidência da Assembleia Legislativa da Bahia – ALBA. Com isso, surgiu a oportunidade de humanizar as ações da ALBA, para que o Poder não fosse somente visto como um “criador de leis”, mas como uma Casa que também pensa e trabalha pelas pessoas.
Com o aval do então presidente, Angelo Coronel, Eleusa articulou com as deputadas Fabíola Mansur, Fátima Nunes, Ivana Bastas, Luísa Maia, Mirela Macedo, Neusa Cadore, Maria Del Carmem, Ângela Sousa, e com as esposas dos deputados, a criação do grupo Assembleia de Carinho.
A partir da primeira reunião, realizada em março de 2017, o Assembleia de Carinho ganhou força e se consolidou como instrumento importante na promoção de iniciativas sociais do parlamento baiano, firmando convênios, parcerias e realizando ações pontuais em diversas instituições filantrópicas do Estado.
Durante os dois anos em que esteve à frente do Assembleia de Carinho, Eleusa Coronel recebeu diversas homenagens. Entre elas, a Comenda 2 de Julho, maior honraria concedida pelo legislativo baiano, a personalidades que se destacam por seus feitos em prol da sociedade baiana.

## Vida Política
Em 2020, Eleusa Coronel é candidata à Vice-Prefeita de Salvador pelo PSD,na chapa de Pastor Sargento Isidorio do AVANTE que conta com o apoio também do PMB. e foi escolhida como presidente do PSD Mulher em Salvador.